# Seir
Seir von hebräisch שֵׂעִיר DIN31636 Seʿir [seː'ʔiːr], deutsch ‚Seïr‘, in einigen moderneren Bibelübersetzungen genauer mit der Schreibweise Seïr (mit Trennungszeichen Trema ‚¨‘ über dem ‚i‘) wiedergegeben, bezeichnet ein Gebirge im Süden Israels (1. Mose 14,6  u. ö). Eine zuerst im Tempel von Soleb unter Amenophis III. bezeugte Ortsliste, die um 1380 v. Chr. datiert wird, führt die Bezeichnung „Schasu-Land Seir“ in Zusammenhang mit weiteren Ortsnamen des Edomitischen Berglandes.

## Die biblische Überlieferung
Der Seir war gemäß Altem Testament der Wohnort der Hurriter, später der der Nachkommen Esaus. Seir ist in der Bibel zudem die Bezeichnung eines Horiters (1. Mose 36,20.21 ; 1. Chronik 1,38 ) sowie der Name eines Gebirges an der Nordgrenze Judas Jos 15,10  vermutlich der Bergrücken mit dem Ort Saris (neuhebräisch שורש (שֹׁרֶש) Shoresh), etwa 4 km westsüdwestlich von Kirjat-Jearim.